# Anilios yirrikalae
Anilios yirrikalae — вид змій родини сліпунів (Typhlopidae). Ендемік Австралії.

## Поширення і екологія
Anilios yirrikalae поширені від Дарвіна на півночі Північної Території до Ріверслі на північному заході Квінсленду. Вони живуть у напіввологих саванах.